# Svetlana Ognjenović
Svetlana Ognjenović (n. 26 ianuarie 1981, în Osijek) este o jucătoare sârbă de handbal care joacă pentru clubul francez Metz Handball și pentru echipa națională de handbal feminin a Serbiei.

## Palmares
- Cupa Cupelor:
  - Semifinalistă: 2010, 2011
  - Sfert-finalistă: 2009
- Cupa Challenge:
  - Câștigătoare: 2007
- Campionatul Franței:
  - Câștigătoare: 2009, 2011
- Cupa Franței:
  - Câștigătoare: 2010
- Campionatul Serbiei:
  - Câștigătoare: 2006
- Cupa Serbiei:
  - Câștigătoare: 2003